# Gaston de Latenay
Gaston de Latenay, né à Toulouse le 5 avril 1859 et mort à Paris 16e le 12 juin 1945, est un peintre, aquarelliste et graveur français.

## Biographie
Gaston de Latenay a brièvement étudié à l'Académie Julian. Membre de la Société des artistes français et de la Société des aquarellistes, il a participé aux expositions universelles de 1889 et 1900. Il a peint surtout des paysages, souvent maritimes, de la Bretagne, de la Belgique et de l'Artois, notamment par ses lithographies publiées par Edmond Sagot, consacrées au port d'Anvers et aux paysages de l'Escaut.

## Œuvres

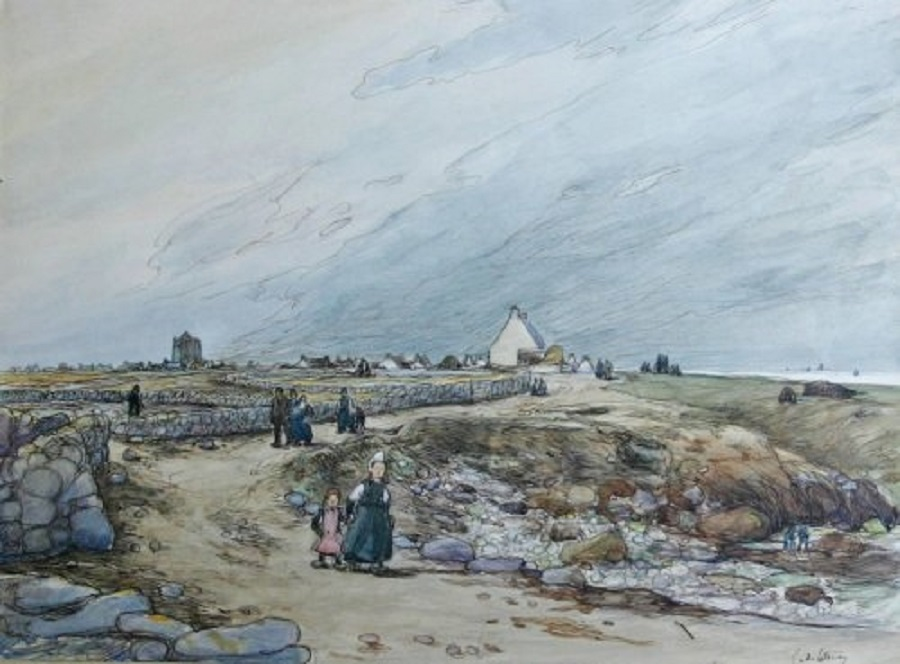
De retour de Saint-Guénolé (1910).

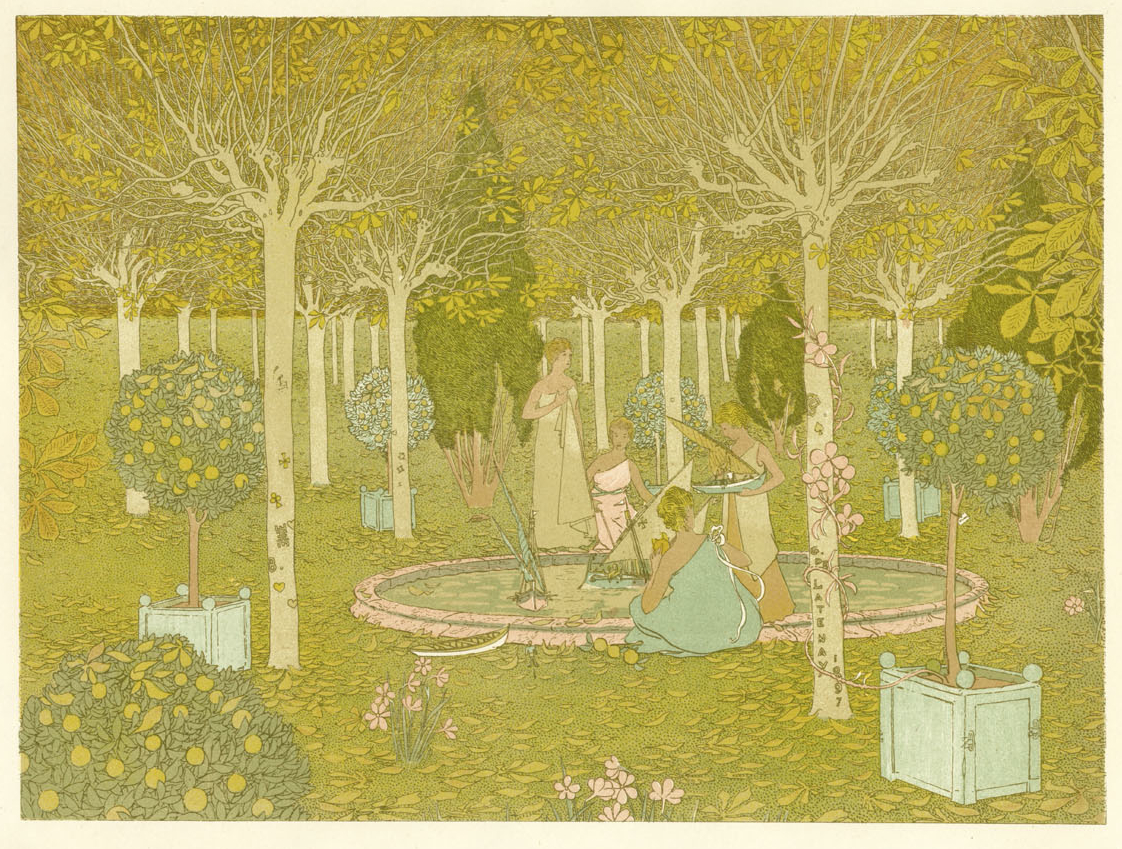
Le Parc, lithographie publiée dans L'Estampe moderne (1897).

Gaston de Latenay est resté indépendant de tous les mouvements et écoles de pensée artistiques, même s'il a été influencé par l'Art nouveau. Il a développé sa propre vision poétique de la nature. Très tôt, il conjugue les influences japonaises à la manière des Nabis.

### Peintures
Parmi ses peintures, l'on peut citer : 
- La Ville close à Concarneau[3]
- Marine[4]

### Ouvrages illustrés
- Homère, Nausikaa, traduction de Leconte de Lisle, Paris, Henri Piazza éditions d'art, 1899 (lire en ligne sur Gallica).